# Joan Devesa Parés
Joan Devesa Parés (Cornellà del Llobregat, 2 de novembre de 1959) fou compositor i professor a Barcelona.
Va treballar com a professor auxiliar de clarinet al Conservatori Superior de Barcelona. Al 1979 va rebre una menció honorífica al acabar el grau elemental de clarinet. També fou pianista i va participar al Festival Internacional de Música Contemporània de 1980 a la Fundació Joan Miró. També es va interessar pel jazz i al 1980 va participar en les Jornades de Jazz de l'Aula de Cultura de la Florida a Barcelona.
Va ser intèrpret en concerts de música de cambra a diferents localitats catalanes.

## Obres
- Nocturn, per clarinet i piano
- Quintet op.3, per a quintet de vent